# Berggrenia
Berggrenia — рід грибів класу сордаріоміцети, види поширені в Новій Зеландії. Назва вперше опублікована 1879 року.
Наземні гриби, малодосліджені: безстатева форма невідома, генетичні послідовності не вивчені.

## Класифікація
До роду Berggrenia відносять 2 види:
- Berggrenia aurantiaca
- Berggrenia cyclospora, іноді розглядається як варіація в складі першого виду Berggrenia aurantiaca var cyclospora[2]